# Дварка (Делі)
Дварка або Дварка-Саб-Сіті (англ. Dwarka Sub City) — район міста Делі, розташований на території Південно-Західного округу, названий на честь царства Дварака. Будівництвом району керувала державна Адміністрація розвитку Делі, станом на 2009 рік будівництво району було практично завершено. Це найбільший житловий район у світі, збудований за єдиним планом.